# 統一の像
統一の像（とういつのぞう、英: Statue of Unity）とは、インドのグジャラート州ナルマダー県にある、インド建国の父の1人とされる指導的政治家ヴァッラブバーイー・パテールをかたどった像である。「統一の像」はそれまで最も高かった魯山大仏を超える世界一高い像として完成し、その高さは182メートル（自由の女神像の台座を含めた高さの約2倍）である。完成当時、同じくインドのムンバイにチャトラパティ・シヴァージーの騎馬像が建設中であり、2021年に212メートルの高さで完成する予定であったため世界一の座は3年以内に更新されると見られていたが、2022年時点でシヴァージー像は完成していない。
像はヴァドーダラー市から南東に約100キロメートルの中州地帯に位置しており、その顔は下流にあるサルダル・サロバル・ダムの方を向いている。
この像と周辺施設は2ヘクタールの土地を占有しており、広さ12平方キロメートルの人造湖に囲まれている。像の建設工事は請負契約を298億9000万インド・ルピーで落札したラーセン&トゥブロによって行われた。建設工事は2014年10月31日に始まり、2018年10月中旬に完了した。像のデザインはインド人彫刻家ラーム・V・スタールが担当した。パテールの生誕143周年記念日である2018年10月31日にインド首相ナレンドラ・モディ主宰の落成式が行われた。

## 設計・建設

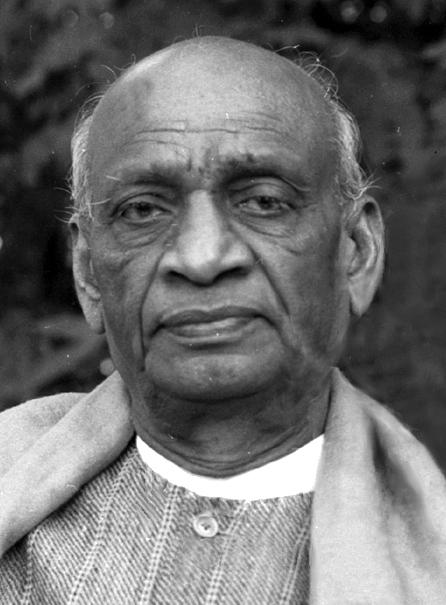
ヴァッラブバーイー・パテールはインド共和国建国の父の1人とされている。

### 起源

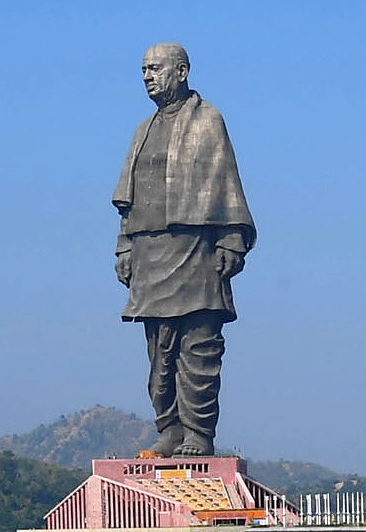
「統一の像」（2018年10月31日撮影）

「統一の像」の建設プロジェクトは2010年10月7日に初めて公表された。プロジェクトを支援するため、「統一の像運動（Statue of Unity Movement）」が開始され、インドの農家に使い古した農具を寄付するよう求めることで必要な鉄材の調達を助けた。最終的に5,000トンもの鉄が集められた。当初、寄付された鉄は像の材料として利用される予定だったが、のちにプロジェクトの他の用途に使われることが決定された。

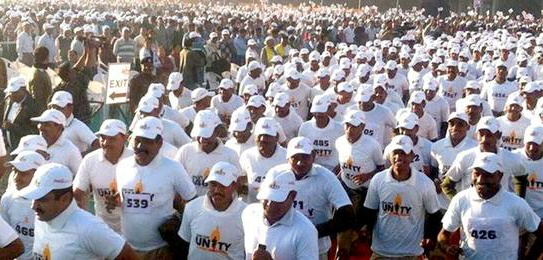
2013年12月に行われた「Run For Unity」の様子

プロジェクトへの支援を目的として、2013年12月15日には「Run For Unity」と題するマラソンがグジャラート州南部のスーラトで開催された。

### デザイン
「統一の像」はインドの初代副首相ヴァッラブバーイー・パテールをかたどっている。パテールはインド独立運動における主要な指導者の1人であり、数百の藩王国を帰属させることで現在のインド共和国を成立させた功績が認められている。この構造物の全高は台座を含めて240メートル（台座部分の高さ58メートル、像の高さ182メートル）である。像のデザインはインド人の彫刻家ラーム・V・スタールによるものである。

### 資金調達
「統一の像」の建設プロジェクトは、資金のほとんどをグジャラート州政府が調達する官民パートナーシップモデルの事業として実施された。州政府は2012-2015年度の予算からこのプロジェクトに計60億インド・ルピーを割り当てた。2014-2015年度のインド連邦予算からは20億インド・ルピーが像の建設のために割り当てられた。

### 建設

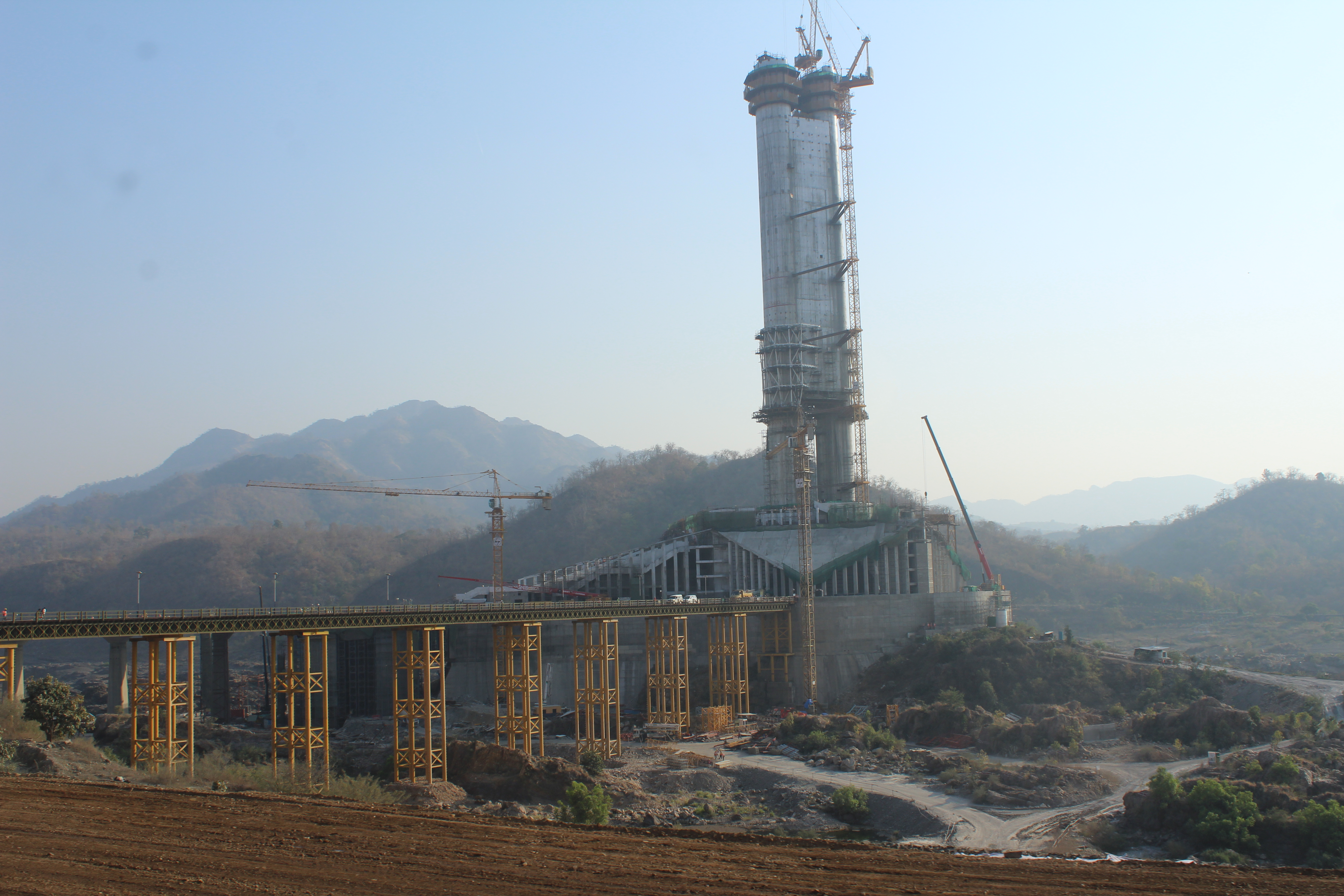
建設工事中の「統一の像」（2018年1月）

世界の像のサイズの比較。左から: 統一の像、魯山大仏、自由の女神像、母なる祖国像、コルコバードのキリスト像、ダビデ像

ターナー・コンストラクション（ブルジュ・ハリファ建設のプロジェクト・マネージャー）とマイケル・グレイヴス・アンド・アソシエーツ、ならびにマインハルト・グループから成るコンソーシアムが「統一の像」建設の監督者に任命された。プロジェクトは完了までに約56か月（計画に15か月・建設に40か月・像の引き渡しに2か月）を要するものとされた。インド政府はプロジェクトの総工費を約206億3000万インド・ルピーと評価した。プロジェクトの第1フェーズの請負契約への入札募集は2013年10月に開始され、2013年11月に締め切られた。
パテールの生誕138周年である2013年10月31日、当時グジャラート州首相を務めていたナレンドラ・モディが「統一の像」の礎石を据えた。
2014年10月27日、インドの建設会社ラーセン&トゥブロが298億9000万インド・ルピーの入札価格で像の設計・建設および維持の契約を落札した。ラーセン&トゥブロは2014年10月31日に建設工事を開始した。プロジェクトの第1フェーズでは、メインとなる像の建設費として134億7000万インド・ルピー、展示ホールとコンベンション・センターの建設費として23億5000万インド・ルピー、それらの施設を周辺地域と結ぶ橋の建設費として8億3000万インド・ルピー、完成後15年間の像の維持費として65億7000万インド・ルピーが費やされることとなった。
ラーセン&トゥブロは建設工事にあたり3000人以上の建設労働者と250人以上のエンジニアを雇用した。像のコア部分には210,000立方メートルのセメントコンクリートと、6500トンの鉄骨構造、1万8500トンの鉄筋が使用された。像の外殻には1700トンの銅板および1850トンの銅被覆材（大小の無数の銅パネルから成る）が費やされた。インド国内には適した設備が存在しなかったため、銅パネルの製造は中国で行われることとなった。
像内部の高さ153メートルの地点には200人を収容する展望ギャラリーが設置された。像の両脚の内部には各2基のエレベーターが配置され、訪問客をギャラリーに輸送することができる。
建設工事は2018年10月中旬に完了し、2018年10月31日にはインドの首相ナレンドラ・モディが主宰する落成式が行われた。「統一の像」はインドの高度な工学的技能の証しであると評されている。

## 問題
「統一の像」周辺の観光インフラ開発を目的とした政府による土地の収用は、Tadvi族に属する地元部族の反発を受けることとなった。地元部族には金銭・土地の補償ならびに雇用が提供されている。メーダ・パトカルやグラッドソン・ダンダンのような社会活動家もプロジェクトへの反対を表明した。
2014-2015年度のインド連邦予算から20億インド・ルピーが「統一の像」プロジェクトに割り当てられた際、一部の人々や政党はその決定を批判し、女性の安全、教育、農業計画など他の優先事項に予算を回すべきと主張した。グジャラート州立法議会における野党のインド国民会議は、ラーセン&トゥブロが銅板の供給契約を、中国南昌市に本拠を置く「Jiangxi Toqine Company」傘下の「TQ Art Foundry」と結んだことを批判した。批判を受け、ラーセン&トゥブロは中国から銅板を調達するコストはプロジェクト総価値の9%にも満たないと弁明した。
また、パテールはインド独立の英雄ではあるが、一方でヒンドゥー至上主義団体の民族義勇団と繋がりがあったとされるなど、ヒンドゥー教に傾いていた人物である。このため、イスラム教を始め様々な宗教が混在するインドでは、パテールを公に称賛することは憚られるところがあった。そのような人物の巨大な像が建設されるようになった背景には、2014年の総選挙で、ヒンドゥトヴァを掲げるインド人民党が政権を握って以来、イスラム教など少数宗教への攻撃が強まっていることと関連付け、インドの暗部を浮き彫りにしているとの見方もある。